# Dialetto bustocco
Il dialetto bustocco (nome nativo büstócu) è la variante del lombardo occidentale parlata a Busto Arsizio (Büsti Grandi in bustocco), città dell'Alto Milanese in provincia di Varese. Si distacca notevolmente sia dal milanese, sia dai dialetti varesotti, sia dagli altri dialetti parlati nelle località più prossime a Busto Arsizio, così come da tutti gli altri dialetti lombardi. È difficile stimare il numero di parlanti preciso del bustocco. Si stima che tutti i dialetti lombardi siano parlati da circa il 30% della popolazione dell'area in cui sono diffusi, ma i dati non sono divisi per variante dialettale.
Rispetto al milanese e ai dialetti vicini presenta diverse particolarità:
- semplificazione di tutte le consonanti doppie (es. balón, come nel resto della lingua lombarda)
- riduzione del suono /r/ fino alla sua quasi completa scomparsa (es. lauà invece di lavorare, paòla invece di parola)
- lenizione della labiodentale /v/ in presenza di vocale, a cui spesso si assimila (es.  'üstu = visto).
- riduzione sostanziale delle sillabe finali postoniche in presenza dei fenomeni sopra esposti.

In qualche caso, una parola lunga è stata ridotta ad un semplice vocalizzo (es. volare: sguá invece di sgolà).
Nel bustocco si ha la conservazione delle vocali atone u e i nel finale delle parole, caratteristica unica di tale dialetto. Le forme tècc (tetto) e trèdes (tredici) del lombardo occidentale a Busto Arsizio sono téciu e trèdasi. A Busto Arsizio si dice düu (it. "duro") e udùi (it. "odore"), mentre nella vicina Legnano si esprimono gli stessi concetti attraverso i termini dür e udùr.
Al plurale, quasi sempre, la stessa uscita vale per il maschile come per il femminile. Nei nomi propri sono i neutri che si applicano indifferentemente (es. 'Ngiuloêu per Angelo o Angela).
A metà ottocento, lo storico Luigi Ferrario asseriva:
(Busto Arsizio notizie storico statistiche, 1864)
Come fa notare lo storico Luigi Giavini, il bustocco non è un dialetto unitario. Occorre distinguere tra la parlata più "rustica" della zona del vecchio borgo coincidente con il quartiere di san Michele, dove vivevano i contadini (bagiaúni) e la parlata più "civica" della zona di san Giovanni, dove vivevano gli artigiani (scendaàti), che avevano più contatti con l'esterno. La parola italiana "sforzata" diventa ad esempio sfurzòa a san Michele e sfurzáa a san Giovanni.
Altre differenze si possono riscontrare con il dialetto parlato nelle cascine intorno alla città, dove vivevano i cassináti, cioè quei contadini che non abitavano nel borgo come i bagiaúni. In particolare, il dialetto della Cascina dei Poveri, nella quale si viveva fino ai primi anni Settanta, risente della sua ubicazione a metà strada tra Busto Arsizio e Gallarate. Il substrato ligure è meno marcato nel dialetto gallaratese: ad esempio, alla Cascina dei Poveri si diceva büst invece di büsti (busto), sachèt invece di sachétu (sacchetto), üst invece di üstu (visto). Il termine príncipe del dialetto bustocco, lauà, alla Cascina dei Poveri si diceva lauó.
Anche i dialetti dei quartieri di Borsano e Sacconago, un tempo comuni autonomi, presentano delle differenze con quello di Busto Arsizio. A Borsano in alcuni casi sono rimaste la /r/ e la /v/ intervocaliche, come nel caso di tempurál invece di tempuál (temporale), materàzzu invece di mateàzzu (materasso) e lavà invece di laà (lavare). In altri casi è riscontrabile la permanenza delle finali /óun/ invece di /ón/ ed /éin/ invece di /én/. Infine, esistono differenze a livello di lessico: a Busto pasté vuol dire pastaio, mentre a Borsano significa disordine. A Sacconago sono cadute alcune /v/ intervocaliche (e non solo) che non sono cadute nel bustocco, come nel caso di caál invece di cavál (cavallo), áca invece di váca (mucca). Un caso interessante è quello della parola “prezzemolo”, che si dice pedarsén in bustocco, pridinzén in borsanese, pridinsén in sinaghino e si diceva pidarsén alla Cascina dei Poveri.
Un celebre scioglilingua in bustocco recita: "dü öi indüìi in d'u áqua d'Uóna", cioè "due uova indurite (sode) nell'acqua dell'Olona".

## Substrato ligure
Secondo teorie e studi accreditati, il dialetto bustocco sarebbe caratterizzato da un substrato ligure, presente dalla remota antichità, ed improntato successivamente dalla parlata gallo-romanza comune agli altri dialetti lombardo-occidentali. Tale substrato, presente anche in altri dialetti della zona, sarebbe più marcato nel bustocco.
Tratti liguri salienti nel dialetto bustocco, secondo tale visione, sarebbero la presenza della vocale "u" atona finale nei sostantivi e negli aggettivi maschili, nei verbi e negli avverbi (es. gatu, secu, coldu, büceu, candu invece di gatt, secch, cald, bicér, quand, tipiche del dialetto legnanese) e la sparizione di alcune consonanti intervocaliche (es. lauá invece di lavurá), al punto che è possibile comporre una frase di senso compiuto totalmente priva di consonanti: "A öu i öi" (Voglio le uova). Spesso la "a" accentata [á] suona come una via di mezzo tra la "a" e la "o". Il celebre verso di una canzone genovese "Ma se ghe penso aloa mi veddo o ma..." non è molto dissimile se tradotto in bustocco: "Ma sa ga pensu alua me'a vedu ul már...".
Si noti che anche il cosiddetto dialetto, come tutte le lingue parlate, subisce una mutazione nel corso del tempo, assumendo vocaboli dall'italiano, e ciò spiega perché il dialetto parlato dalle persone di una certa età differisce da quello parlato da persone più giovani. 
A sostegno delle teorie "liguri", è significativo il fatto che il presunto substrato ligure del dialetto bustocco sia in grado di dare un imprinting anche ai neologismi mutuati dalla lingua italiana o anche da altre lingue, come l'inglese: ad esempio la parola "jet" non di rado viene resa con gétu in bustocco. La peculiarità del dialetto bustocco come "isola linguistica" ligure sarebbe addirittura così marcata da rendere possibile tracciare una isoglossa che comprende quasi tutto il comune di Busto Arsizio lasciando fuori a nord-ovest la Cascina dei Poveri, i cui originari abitanti parlavano un dialetto più simile a quello di Gallarate, il quale non presenta caratteri liguri o li presenta in forma molto attenuata. All'interno della ipotetica isoglossa vi sono comunque differenze di parlata anche fra i diversi rioni di Busto Arsizio, come San Michele e San Giovanni, e ancor di più Sacconago e Borsano, questi ultimi un tempo comuni autonomi e ora conurbati a Busto Arsizio. Un esempio: a Busto il sole è "ul su", a Borsano è "ul tsu".
Esiste tuttavia una teoria che nega la validità di queste osservazioni, sostenendo che la somiglianza tra il bustocco e il ligure sarebbe limitata a pochi tratti, escludendo quindi la presenza di tale substrato.

## Grammatica essenziale

### L'alfabeto
Le consonanti non presentano grandi differenze con l'italiano. Non esistono le geminate (doppie consonanti), sebbene spesso per convenzione ortografica si scrivano una doppia S o una doppia Z al solo scopo di rappresentare il suono sordo delle due lettere quando vi può essere un dubbio sul fonema (in realtà la pronuncia è di suono semplice). In rari casi è presente anche un suono inesistente nella lingua italiana: la fricativa postalveolare sonora (/ʒ/) - come la J francese di journal - resa con SG: sgigutà (sfasciare). In qualche caso la lettera S iniziale seguita da vocale appare come la s sonora (/z/) dell'italiano asola: ul sé (l'aceto), a Sina (la Sina). Ciò si deve alla caduta della vocale iniziale (asé > sé) o alla semplificazione per elisione della prima sillaba (Lüisina > Sina).
Le vocali sono in numero maggiore rispetto all'italiano, essendone presenti dieci: A, Á, É, È, I, Ó, Ò, Ö, U, Ü.
- A, I e U sono esattamente come in italiano.
- E e O possono avere suono aperto o chiuso, come in italiano ma il loro uso è più rigoroso che in italiano, che ovviamente risente delle diverse parlate locali. Contrariamente all'italiano regionale della Lombardia occidentale e dell'Italia settentrionale in genere, che pronuncia con suono aperto la E di perché (perché, il bustocco pronuncia il termine equivalente parché con la E chiusa come previsto dalla dizione italiana). La pronuncia aperta o chiusa di queste vocali può cambiare radicalmente il senso della parola, ad esempio vén è il vino, vèn sono le vene.
- Ö e Ü, dette anche vocali turbate 1, sono tipiche della lingua lombarda e di parte del gruppo linguistico gallo-italico e suonano esattamente come le corrispondenti vocali tedesche. Non vi è uniformità di vedute per quanto riguarda la grafia del suono Ö, che viene anche scritto alla francese OEU oppure OÊU. La presenza di una vocale turbata può cambiare radicalmente il significato di una parola rispetto alla parola che presenta la stessa vocale non turbata, ad esempio butón (bottone) e bütón (spinta); su (sole) e sü (su, sopra).
- Á è il suono che assume la lettera A quando si presenta nella sillaba tonica di una parola o anche di una frase. Di proposito è marcata con accento acuto invece di grave, perché ha spesso un suono intermedio tra A e O, anche se l'influsso della lingua italiana e la desuetudine dei meno anziani a parlare il dialetto sta facendo scomparire questo suono a favore del suono "a". È comunque un suono molto marcato del dialetto parlato dai locutori più anziani. Per dare un'idea di questo suono si pronunci questa lettera con la posizione delle labbra propria della lettera A ma con la lingua all'indietro come quando si pronuncia una O. Possiamo pertanto considerarla anch'essa una vocale turbata.[20] La differenza si fa più evidente negli incontri vocalici: la parola stráa (strada) che nei dialetti limitrofi viene pronunciata con una "a" aperta e lunga, in bustocco si pronuncia quasi "stroa".

### Gli articoli determinativi
Sono UL per il maschile singolare e A per il femminile singolare. Se però il sostantivo inizia con una vocale si usa U per entrambi i generi: u om (l'uomo), u áqua (l'acqua). Il plurale per entrambi i generi è I: i pessi (i pesci), i scárpi (le scarpe).

### Gli articoli indeterminativi e i partitivi
Sono UN per il maschile, NA per il femminile e DI per il partitivo (degli, delle).

### I sostantivi
I sostantivi maschili generalmente terminano con la U atona: ul gátu (il gatto), ma possono anche terminare con le consonanti L, M, N e R: ul capèl (il cappello), u om (l'uomo), ul baén (il badile), ul bütér (il burro); oppure con vocale accentata: ul spazzacá (il solaio), ul cazzü (il mestolo), ul pidriö (l'imbuto), ul prestiné (il panettiere); e ancora con la desinenza UI, per i nomi che in italiano terminano in ORE: ul Signui (il Signore), ul curidui (il corridore); e con il suono GN (N nasale): ul lègn (il legno). Naturalmente vi sono delle eccezioni.
ÉN e ÓN sono anche le desinenze dei diminutivi e degli accrescitivi: miscén (micino), scarpón (scarpone).
I sostantivi femminili di solito terminano con la vocale A, ma possono terminare anche con consonante N: a man (la mano), a televisión (la televisione). Il diminutivo e l'accrescitivo si fanno con i suffissi INA e ONA. Più spesso che in italiano, l'accrescitivo cambia il genere della parola: na dóna (una donna) - un dunón (una donnona).
I sostantivi maschili che terminano in U al plurale prendono la desinenza I: ul gátu - i gáti (il gatto - i gatti); quelli che terminano con una vocale accentata e quelli in UI restano invariati: ul pidriö - i pidriö (l'imbuto - gli imbuti), ul pitui - i pitui (il pittore - i pittori); quelli che terminano con M e R rimangono invariati: u om - i om (l'uomo - gli uomini), ul mustar - i mustar (il mostro - i mostri); quelli che terminano in L generalmente prendono la desinenza I: ul cavèl - i cavèi (il capello, i capelli) ma talvolta restano invariati: ul tául - i tául (il tavolo - i tavoli).
I sostantivi in N rimangono invariati se non si tratta di un accrescitivo o di un diminutivo: ul can - i can (il cane - i cani). Il diminutivo ÉN al plurale dà ITI: cagnén - cagniti (cagnolino - cagnolini); l'accrescitivo ÓN al plurale dà UNI: lümagón - lümaguni (lumacone - lumaconi).
I sostantivi femminili che terminano in A al plurale prendono la I: a cadréga - i cadreghi (la sedia - le sedie), tranne quelli che finiscono in LA, MA, e NA e GNA, che perdono la A: a bála - i bal (la palla - le palle), a máma - i mam (la mamma - le mamme), a dóna - i don (la donna - le donne), a rogna - i rogn (la sfortuna - le sfortune). Ma anche in questo caso vi sono delle eccezioni. Rimangono invariati i pochi sostantivi femminili che terminano in consonante: a man - i man (la mano - le mani). Il diminutivo femminile è INA e l'accrescitivo è ONA. Al plurale si hanno rispettivamente IN e ON, in qualche caso UNI.

### Le preposizioni
Le preposizioni semplici sono: DA (di e da), A (a), IN (in), CON o CUN (con), SÜ (su), GIÚ (giù), PAR (per), TRA (tra) e FRA (fra).
Le preposizioni articolate sono: DUL (del e dal) DU (dell' e dall'), DAA (della e dalla), DI (dei, delle e dai, dalle), AL (al), AU (all'), AA (alla), AI (ai, agli, alle), IN DUL (nel), IN DU (nell'), IN DAA (nella), IN DI (nei, nelle), CONT'UL (con il), CONT'U (con l'), CONT'AA (con la), CONT'I (con gli, con le), SÜL (sul), SÜA (sulla), SÜ'U (sull'), SÜI (sugli, sulle).

### Gli aggettivi
Gli aggettivi qualificativi possono terminare come i sostantivi in U / A, plurale I: giáldu / giálda / gialdi (giallo / gialla / gialli-gialle), oppure essere invariabili, come ad esempio dulzi (dolce), oppure con la combinazione - / A / I: bèl / bèla / bèi (bello / bella /belli-belle).
Gli aggettivi derivati dai participi passati (che in italiano hanno desinenza ATO, UTO e ITO) si comportano allo stesso modo, ad esempio: indurmentà / indurmentáa / indurmentái (addormentato / addormentata / addormentati-te), imbesüì / imbesüìa / imbesüìi (istupidito /istupidita /istupiditi-te).

#### Gradi dell'aggettivo
Comparativo di maggioranza: PÜSSÉ...DUL/DAA/DI..., es.: a me máchina a l'é püsse nöa daa tua (la mia auto è più nuova della tua).
Comparativo di minoranza: MÈNU...DUL/DAA/DI..., es.: ul to fiö a l'é menu voltu dul mé (tuo figlio è meno alto del mio).
Comparativo di uguaglianza: TÈME o 'ME, es.: ul tó fradél a l'é magar 'me un ciodu (tuo fratello è magro come un chiodo).
Superlativo relativo: UL/A/I PÜSSÉ, es.: a tó tusa a l'é a püssé bèla daa scöa (tua figlia è la più bella della scuola).
Superlativo assoluto: non esiste. Si usano locuzioni come stracu 'me un vilan (stanco come un contadino = stanchissimo), biancu 'me un patèl (pallido come un pannolino - si presume non usato! = pallidissimo); oppure si ricorre al raddoppio dell'aggettivo: a l'andéa adasi adasi (andava adagio-adagio = pianissimo.

### I pronomi
I pronomi personali soggetto sono: MEN (io), TI (tu), LÜ (egli), LÉ (ella), NÖGN (noi), VIÒLTAR (voi) e LUI (essi/esse).
I pronomi personali accusativi, cioè del complemento oggetto, sono: MA (affisso) e -MI (suffisso) per la prima persona singolare, es. al ma vedi (mi vede), a l'é in giru a cercámi (è in giro a cercarmi); TA (affisso), -TI (suffisso) e -S (suffisso imperativo) per la seconda persona singolare, es. al ta vedi (ti vede), a l'é in giru a cercáti (è in giro a cercarti), darsédas! (svegliati!); LU o 'L (affisso) e -L (suffisso) per la terza persona singolare maschile, es. a 'l mangiu dopu (lo mangio dopo), mètal lì! (mettilo lì!); LE o LA (affisso) e -LA (suffisso) per la terza persona singolare femminile, es. ghe là na missuia, te le vedi? (c'è là una falce, la vedi?), bütala via! (buttala via!); il pronome oggetto per la prima persona plurale viene spesso espresso con una locuzione, dato che è lo stesso della prima persona singolare MA, es.: i ma guárdan a nögn (ci guardano), come pronome suffisso si usa -M o -GHI con la stessa locuzione, es.: vardam ben a nögn (guardaci bene); per la seconda persona plurale si usano VA (affisso) e -VI (suffisso), es.: a va édu! (vi vedo!), a l'é dré guardávi (vi sta guardando); e infine per la terza persona plurale si usano I o IU (affisso) e -I (suffisso), es.: a iu cércu (li cerco), a sun dré cüntái (li sto contando).
I pronomi personali dativi, cioè del complemento di termine, sono: MA (affisso) e -MI (suffisso) per la prima persona singolare, es.: al ma parla (mi parla), dami trá (dammi retta); TA (affisso) e -TI (suffisso) per la seconda persona singolare, es.: al ta disi (ti dice), a rièssu mai a parláti (non riesco mai a parlarti); GA e GHE (affisso) e -GHI (suffisso) per la terza persona singolare, sia maschile che femminile), es.: al ga disi sémpar da nó (gli dice sempre di no), parché te vé nó a parlághi? (perché non vai a parlargli/le?); per la prima persona plurale valgono le considerazioni del pronome oggetto: si usano GA (affisso) e -GHI (suffisso) con la specificazione A NÖGN, es.: i ga dìsan a nögn (ci dicono), a l'é 'gnü chi a parlaghi a nögn (è venuto qua a parlarci); per la seconda persona plurale si usano VA (affisso) e -VI (suffisso), es.: al va disi tüscos (vi dice tutto), dumandèvi ul parché (domandatevi il perché); e infine per la terza persona plurale si usano GA (affisso) e -GHI (suffisso), es.: men a ga dó trá (io do loro retta), mó a vó a dumandaghi (ora vado a chiedere loro).
Nel caso si voglia enfatizzare un discorso si pospone di nuovo il pronome nella forma soggetto per l'accusativo e nella forma soggetto preceduto da A per il dativo, es.: al m'ha ciapá men! (ha preso proprio me!), al ta parla a ti! (sta parlando proprio a te!).
I pronomi relativi sono: CHA (che, il quale, la quale, i quali, le quali, al quale, alla quale, ai quali, alle quali, cui, di cui, da cui, del quale, della quale, dei quali); CHEL (quello), CHÈLA (quella), CHI TÁI (quei, quelli, quelle). Es.: chel cha'l disi chel lì l'è chel ch'i dìsan tüci chi tái ch'i sbáglian (quello che dice quello lì è quello che dicono tutti quelli che sbagliano), DUÉ o INDUÉ (dove), es.: a cá indué a son nassü (la casa dove sono nato); TÜL CHEL (quanto), es.: t'é a mangiá tül chèl cha ghé in dul piatu (devi mangiare quanto c'è nel piatto).
I pronomi interrogativi sono CHI per le persone, CHE per le cose, es.: chi l'é chel lì? (chi è quello?), che trenu t'é a ciapà? (che treno devi prendere?), ʾSA (che cosa?, quanto?), es.: ʾsa te'n disi? (cosa ne dici?), ʾsa i ciápan? (quanto guadagnano?)
I pronomi indefiniti sono: OGNI, OGNADÖN/OGNADÜNA (ognuno/ognuna), CAI (qualche), es.: un cai dì a vegnu giù a truáti (qualche giorno verrò a trovarti); derivati: CAIVÖN/CAIVÜNA (qualcuno/qualcuna), CAIGHIDÖN/CAIGHIDÜNA (qualcheduno/qualcheduna), CAICOSSA (qualche cosa); TÜSCOSSI (tutto), NAGUTA (niente), NISSÖGN/NISSÜNA (nessuno/nessuna), ÒLTAR/ÒL, ÒLTRA/ÒLA, ÒLTAR (altro, altra, altri/altre), VÖN/VÜNA (un tizio/una tizia).

### Aggettivi e pronomi possessivi
Sono UL MÉ, A MIA, I MÉ (il mio, la mia, i miei/le mie); UL TÓ, A TUA, I TÓ (il tuo, la tua, i tuoi/le tue); UL SÓ, A SUA, I SÓ (il suo, la sua, i suoi/le sue); UL NÒSTU, A NÒSTA, I NÒSTI e I NÒSTAR (il nostro, la nostra, i nostri/le nostre); UL VÒSTU, A VÒSTA, I VÒSTI e I VÒSTAR (il vostro, la vostra, i vostri/le vostre); UL SÓ, A SUA, I SÓ (il loro, la loro, i loro/le loro), dato che questa forma è uguale alla terza singolare, spesso si specifica con la forma UL SÓ DA LÚI, A SUA DA LÚI, I SÓ DA LÚI.

### Avverbi
Di luogo: DUA, INDUA, DUÉ, INDUÉ, DUGHÉ, INDUGHÉ (dove), CHI (qui), LÁ (là), SÜ (su), GIÙ (giù), DEN', DENTAR (dentro), FÖA (fuori), SUA (sopra), SUTA (sotto), VISÉN (vicino), LUNTAN (lontano), SCIÁ (qua), DANANZI (davanti), DADRÉ (dietro), DAPARTÜTU (dappertutto).
Di tempo: IÉI (ieri), INCÖ (oggi), CANDU, QUANDU (quando), DUMAN (domani), DOPUDUMAN (dopodomani), PRIMA (prima), DOPU (dopo), PRÉSTU, BUNÙA (presto), TARDI (tardi), MÓ (adesso), PÖ (poi), STAMATINA (stamani), STUMESDÍ (a mezzogiorno), STABASSÙA (questo pomeriggio), STASSÍA (stasera), STANÒCI (stanotte), ADREAMAN, SÜBITU (sùbito), SÉMPAR (sempre), MÁI (mai), IN CHÈLA (mentre, in quel momento), ANMÓ, ANCAMÓ (ancóra), MUNANCA, MUNAN (non ancora), SÜ PA'L DÍ (di giorno), PASSÁ (scorso), CH'I VEGN (venturo), SPESSU (spesso), MIATANTU (di rado, non spesso), UAMÁI (ormai), TÜT'IN UN BOTU (improvvisamente).
Di quantità: POCU (poco), TANTU (tanto), ASSÉ (abbastanza), TROPU (troppo), NAGUTA (niente), PÜ O MÈNU (pressappoco), DUMÁ (soltanto).
Di affermazione e negazione: SÌ (sì), NÓ (no), SIGÜU (sicuro, certo), GNANCA (neanche), NEMÈNU (neammeno)
Di dubbio: ANDABÉN (forse), MAGÁI, MAGÁA (magari), CHISSÁ (chissà), DABON/DARBON (davvero).
Di modo: CUMÉ (come?), TÈME, ʾME (come), BÉN (bene) MÁ, MALAMENTI (male), VULANTÉA (volentieri), FORTI (forte), PIAN (piano), INSCÍ (così), PULIDU (bene), PAGAMENTU (neanche a farlo apposta), ALMENU, ALMANCU (almeno), PÜTOSTU (piuttosto), A CÖN DA... (per colpa di...), CUMPAGN (uguale), ADRÉ! (forza!), IN GNÁ (via), APRÉSSA (vicino)

### Congiunzioni
Molto simili all'italiano: E, O, CA (che), ANCA (anche), MA, PERÒ (si possono usare anche assieme), SICHÉ (sicché), DONCA (dunque), QUINDI, ALÚA (allora), PARTANTU (pertanto).

### Forme verbali
In bustocco si usano: il presente, il presente continuo, il passato prossimo, l'imperfetto, l'imperfetto continuo, il futuro (spesso sostituito con il presente), l'infinito e il participio passato. Futuro anteriore, congiuntivo e condizionale sono usati in misura minore nel colloquio.
Le altre forme verbali presenti in italiano o non esistono o sono usate molto di rado.
Gli ausiliari sono VESSI (essere) e VEGHI (avere).
La costruzione verbale prevede l'uso della particella pronominale, analogamente alla forma francese enfatica del tipo "Moi je mange" (io mangio). I pronomi soggetto con le particelle pronominali sono: MEN A per la prima persona singolare, TI A TI (oggi si sente spesso la forma TI A TE) per la seconda persona singolare, LÜ AL, LÈ A LA per la terza persona singolare, NÖGN A per la prima persona plurale, VIOLTAR A o VIOL A per la seconda persona plurale, e LÚI I per la terza persona plurale. Spesso si omette il pronome soggetto e si usano solo la particella pronominale e la voce verbale, es.: (LÜ) AL GIÜGA (gioca).
Ausiliare VESSI (essere), indicativo presente: men a sum, ti a ti sé, lü/lé a l'é, nögn a sèm, violtar a sì, lùi a inn,
indicativo imperfetto: men a séu, ti a ti séi, lü/lé a l'éa, nögn a séam, violtar a sii, lùi i éan, indicativo passato prossimo: men a sum stéi, ti a ti sé stèi, lü/lé a l'é stèi, nögn a sèm stèi, violtar a sì stèi, lùi a inn stèi,
indicativo futuro: men a saó, ti a ti saé, lü al saá, lé a la saá, nögn a saèm, violtar a saì, lùi i saán.
Ausiliare VEGHI (avere), indicativo presente:  men a g'ho, ti a ti g'hé, lü al g'ha, lé a la g'ha, nögn a g'hem, violtar a g'hì, lùi i g'han, indicativo imperfetto: men a g'héu, ti a ti g'héi, lü al g'héa, lé a la g'héa, nögn a g'héam, violtar i g'hì, lùi i g'héan, indicativo passato prossimo: men a g'ho 'ü, ti a ti g'hé 'ü, lü al g'héa 'ü, lé a la g'héa 'ü, nögn a g'hém vü, violtar a g'hì 'ü, lùi i g'han vü, indicativo futuro: men a g'haaó, ti a ti g'haaé, lü al g'haáa, lé a la g'haáa, nögn a g'haaém, violtar a g'haaì, lùi i g'haáan.
Il dialetto bustocco, a differenza dell'italiano, possiede quattro coniugazioni verbali.
Prima coniugazione: infinito in Á, es.: mangiá (mangiare). Indicativo presente: men a mángiu, ti a ti mángi, lü al mángia, lé a la mángia, nögn a mángiam, violtar a mangì, lùi i mángian, indicativo presente continuo: men a sum dré mangiá, ti a ti sé dré mangiá, lü/lé a l'é dré mangiá, nögn a sèm dré mangiá, violtar a sì dré mangiá, lùi inn dré mangiá, indicativo imperfetto: men a mangéu, ti a ti mangéi, lü al mangéa, lé a la mangéa, nögn a mangéam, violtar a mangìi, lùi i mangéan, indicativo imperfetto continuo: men a séu dré mangiá, ti a ti séi dré mangiá, lü/lé a l'éa dré mangiá, nögn a séam dré mangiá, violtar a sìi dré mangiá, lùi i éan dré mangiá, indicativo passato prossimo: men hu mangiá, ti a t'hé mangiá, lü/lé a l'ha mangiá, nögn hem mangiá, violtar hì mangiá, lùi han mangiá, indicativo futuro: man a mangiaó, ti a ti mangiaé, lü al mangiaá, lé a la mangiaá, nögn a mangiaèm, violtar a mangiaì, lùi i mangiaán.
Seconda coniugazione: infinito in É, es.: vidé (vedere). Come in italiano i verbi della seconda coniugazione sono più o meno irregolari. In bustocco però sono pochi. Indicativo presente: men a édu, ti a ti édi, lü al védi, lé a la édi, nögn a édam, violtar a idì, lùi i édan, Indicativo presente continuo: men a sum dré idé, ti a ti sé dré idé, lü/lé a l'é dré idé, nögn a sèm dré idé, violtar a sì dré idé, lùi a inn dré idé, indicativo imperfetto: men a idéu, ti a ti idéi, lü al vidéa, lé a la idéa, nögn a idéam, violtar a idì, lùi i vidéan, indicativo imperfetto continuo:  men a séu dré idé, ti a ti séi dré idé, lü/lé a l'éa dré idé, nögn a séam dré idé, violtar a sìi dré idé, lùi i éan dré idé, indicativo passato prossimo: men hu üstu, ti a t'hé üstu, lü/lé a l'ha üstu, nögn ham vüstu, violtar hi üstu, lùi han vüstu, indicativo futuro: men a edaó, ti a ti edaé, lü al vedaá, lé a la vedaá, nögn a idaèm, violtar a idaì, lùi i vidaán.
Terza coniugazione: infinito in I (atona), es.: pèrdi (perdere). Indicativo presente: men a pèrdu, ti a ti pèrdi, lü al pèrdi, lé a la pèrdi, nögn a pèrdam, violtar a perdì, lùi i pèrdan, indicativo presente continuo: men a sum dré pèrdi, ti a ti sé dré pèrdi, lü/lé a l'é dré pèrdi, nögn a sèm dré pèrdi, violtar a si dré pèrdi, lùi a inn dré pèrdi, indicativo imperfetto: men a perdéa, ti a ti perdéi, lü al perdéa, lé a la perdéa, nögn a perdéam, violtar a perdìi, lùi i perdéan, indicativo imperfetto continuo: men a séu dré pèrdi, ti a ti séi dré pèrdi, lü/lé a l'éa dré pèrdi, nögn a séam dré pèrdi, violtar a sìi dré pèrdi, lùi i éan dré pèrdi, indicativo passato prossimo: men hu perdü, ti a t'hé perdü, lü/lé a l'ha perdü, nögn ham perdü, violtar hi perdü, lùi han perdü, indicativo futuro: men a perdaó, ti a ti perdaé, lü al perdaá, lé a la perdaá, nögn a perdaèm, violtar a perdaìi, lùi i perdaán.
Quarta coniugazione: infinito in Ì (accentata). Vi sono due classi di verbi in questa coniugazione. Prima classe: verbi come DURMÌ (dormire). Indicativo presente: men a dörmu, ti a ti dörmi, lü al dörmi, lé a la dörmi, nögn a dörmam, violtar a durmì, lùi i dörman, Indicativo presente continuo: men sum dré durmì, ti a ti sé dré durmì, lü/lé a l'é dré durmì, nögn a sèm dré durmì, violtar a si dré durmì, lùi inn dré durmì, indicativo imperfetto: men a durmiéu, ti a ti durmiéi, lü al durmiéa, lé a la durmiéa, nögn a durmiéam, violtar a durmìi, lùi i durmiéan, indicativo imperfetto continuo: men a séu dré durmì, ti a ti séi dré durmì, lü/lé a l'éa dré durmì, nögn a sèam dré durmì, violtar a sìi dré durmì, lùi i éan dré durmì, indicativo passato prossimo: men hu durmì, ti a t'hé durmì, lü/lé a l'ha durmì, nögn ham durmì, violtar hi durmì, lùi han durmì, indicativo futuro: men a durmaó, ti a ti durmaé, lü al durmaá, lé a la durmaá, nögn a durmaèm, violtar a durmaì, lùi i durmaán.
Seconda classe: verbi come FINÌ (finire). Indicativo presente: men a finissu, ti a ti finissi, lü al finissi, lé a la finissi, nögn a finissam, violtar a finissì, lùi i finissan, indicativo presente continuo: men a sum dré finì, ti a ti sé dré finì, lü/lé a l'é dré finì, nögn a sèm dré finì, violtar a si dré finì, lùi inn dré finì, indicativo imperfetto: men a finiéu, ti a ti finiéi, lü al finiéa, lé a la finiéa, nögn a finiéam, violtar a fignissì, lùi i finiéan, indicativo imperfetto continuo: men a séu dré finì, ti a ti séi dré finì, lü/lé a l'éa dré finì, nögn a séum dré finì, violtar a sìi dré finì, lùi i éan dré finì, indicativo passato prossimo: men hu finì, ti a t'hé finì, lü/lé a l'ha finì, nögn ham finì, violtar hi finì, lùi han finì, indicativo futuro: men a finissaó, ti a ti finissaé, lü al finissaá, lé a la finissaá, nögn a finissaèm, violtar a finissaì, lùi i finissaán.

### Verbi composti
In bustocco sono frequentissimi i verbi composti da avverbio+verbo, analogamente ai "phrasal verbs" inglesi, che mutano il significato del verbo privo di avverbio. Di seguito diamo alcuni esempi.
Dal verbo ANDÁ (andare) derivano: andá déntar = entrare, andá föa = uscire, andá sü = salire, andá giù = scendere, andá in gná = allontanarsi.
Dal verbo TRÁ (trarre) derivano: trá sü = vomitare, trá giù = abbattere, trá via = buttare, dissipare, distrarre, rovinarsi, trá föa = estrarre, trá in pé = combinare, edificare, trá déntar = coinvolgere.
Dal verbo STÁ (stare) derivano: stá sü = tenere il prezzo alto, stá giù tenere il prezzo basso, stá dré = seguire, dedicarsi, controllare.
Dal verbo CATÁ (cogliere): catá sü raccogliere, farsi sorprendere, catá föa = scegliere, catá déntar = urtare.
Dal verbo GNI (venire): gni déntar = entrare, gni föa = uscire, gni sü = accadere in senso meteorologico: vento, temporale, ecc., gni giù = scendere, gni vùltra = saltar fuori, trovare qualcosa, farsi vivo.
Dal verbo FÁ (fare): fá sü = ha ben tre significati distinti: imbrogliare, avvolgere e costruire, fá giù = sbrogliare, dipanare, fá trá = ascoltare, badare, fá föa = uccidere, fála föa = dirimere una questione, fagh'adré = accudire.
Dal verbo DÁ (dare): dá sü = azionare un interruttore, alzare il volume, dá trá = dar retta, dá föa = uscire di senno, dá déntar = dare qualcosa per ridurre il prezzo da pagare per acquistarne un'altra (auto, casa, ecc.).
Dal verbo TIÁ (tirare) derivano: tiá a man = menzionare, rivangare, tiá a có = portare a compimento, far maturare, tiá via = togliere, tiá vultra = menzionare un argomento di discussione, togliere qualcosa da un cassetto o da un mobile e portarlo in vista, tiá apréssa = radunare, tiass'adré = sopravvivere, cavarsela, sbarcare il lunario.
Dal verbo VÈGHI (avere) derivano: vèghi sü = indossare, vègala sü = avercela con qualcuno, vèghi da = costruzione verbale per esprimere il verbo dovere.
Il verbo BURLÁ (cadere) non viene mai usato da solo, ma sempre con le particelle avverbiali: burlá lá = cadere sia in senso fisico, ma anche in senso economico, burlá giù = cadere da qualcosa (scale, bicicletta, ecc.), burlá föa = dire qualcosa che non si sarebbe dovuto far sapere, burlá déntar = cadere in un tranello, un inghippo.
Dal verbo CIAPÁ (prendere) derivano: ciapá sü = raccogliere le proprie cose (e andarsene), subire una sconfitta, ciapá déntar = urtare, inciampare.

### Costruzione della frase
La costruzione della frase affermativa è simile all'italiano, con la differenza che è necessaria la presenza della particella pronominale adatta. Ad esempio: Giuán al vá a lauá aa matìna a bunùa = Giovanni va a lavorare la mattina presto.
Anche la frase interrogativa si costruisce come in italiano, sempre con la presenza della particella pronominale: Te vé a idé a Pu Pátria dumèniga basùa? = vai a vedere la Pro Patria domenica pomeriggio? Invece la differenza sostanziale rispetto all'italiano è la presenza della negazione dopo il verbo nelle frasi negative: Incö a sum stèi bón nó da dìgal = oggi non sono stato capace di dirglielo; A só mìa 'ma l'é fèi! = non so come è fatto!
La particella negativa è nó oppure mìa. Non c'è un uso preferenziale dell'una o dell'altra particella, ma talvolta l'utilizzo di nó o di mìa può determinare sottili differenze di significato: ad esempio A pódu mìa andá a Milan e A pódu nó andá a Milan significano tutte e due "non posso andare a Milano" ma nel primo caso si vuole intendere che è fuori discussione che io vada a Milano, nel secondo caso invece che sono impossibilitato ad andare a Milano (ma se avessi potuto ci sarei andato).

### Numeri
I principali numeri cardinali sono: vön (1), dü (2), tri (3), quatar (4), cénchi (5), sési (6), sèti (7), vótu (8), nöi (9), dési (10), vündas (11), dùdas (12), trèdas (13), quatòrdas (14), quìndas (15), sèdas (16), darsèti (17), dasdótu (18), dasnöi (19), vénti (20), ventön (21), ventidü (22), ventitrì (23), ventiquátar (24), venticénchi (25), ventisési (26), ventisèti (27), ventótu (28), ventinöi (29), trénta (30), quaranta (40), cinquanta (50), sessanta (60), setanta (70), vutanta (80), nuanta (90), centu (100), centeön o cenvön (101), centedü o cendü (102), cendési (110), cencinquanta (150), düsentu (200), treséntu (300), quatarcéntu (400), cincéntu (500), sesscéntu (600), selcéntu (700), volcéntu (800), nöcéntu (900), mìla (1000).
I principali numeri ordinali sono: prim (1º), segóndu (2º), tèrzu (3º), quartu (4º), quintu (5º), sèstu (6º), sètimu (7º), utáu (8º), nonu (9º), decimu (10º).

## Alcuni testi
Giovanni Papanti, seguendo l'esempio del fiorentino Leonardo Salviati, membro dell'Accademia della Crusca il quale nel 1586 riunì dodici versioni dialettali della novella nona della prima giornata del Decameron (bergamasco, veneziano, friulano, istriano, padovano, genovese, mantovano, milanese, napoletano, bolognese, perugino e fiorentino), tre secoli più tardi, nel 1875, pubblicò un volume dal titolo "I parlari italiani in Certaldo alla festa del V Centenario di messer Giovanni Boccacci", che contiene 704 versioni della novella, tra cui quella in dialetto bustocco dell'epoca.

### Decameron - (giornata I, novella 9)
Antigamenti, fènna anmó d'i tempi d'oul preumm Re da Zipro, pènna fèi che finì aa guerra da Terra Sènta, ouna grèn sciouazza franzesa che la tournea indré dòul Sènto Sepolcar, giust in punto a Zipro, la va imbatasi in dóuna compagnia da balossi cha gh'a n'an fèi da tutti i sorti. Sta pea scioua la podea non dassi pasi e; sa gh'è vegnu in menti; l'a pensa ben d'andà d'oul Re a sbargouà-r-gosso. Scior si cha gh'è mo' stei genti cha gh'èn dì da tra nèn via oul fià, parché oul Re l'ea oun merlo cha sa podea faghan da tutt'i razzi, ch'al disea nènca tri: "la vedi non ma fèn chi cha gh'a da bragouà pa oun caicossa? gha fèn da chi robi da fa ventà rosso chissassia: ma lu, mo'!... cha la guarda lè s'al veui casciassi pa i robi di oltar: nèn pa in seugn!" Ma lé ischèmbi da smaissi, sciour non, l'a voulzu andaghi istesso parchè, la disi: "almènco, sa gh'e propi manea non da cavagan caicossa, ma scodaò oul gusto da dighi cha l'è oun grèn lourdo". E inscì ben l'a fèi. Mettas a piengi e la va d'oul Re e la gha disi: "Men, oul me car Re, a vegno non par cercà giustizia da chèll cha m'èn fèi; nagoutt' affaccio; a vègno domà par divi da fà piasé a insegnamm coma l'è cha fé vu a portà pascenza da tutt i dispresi cha va fèn, cha ma disan cha v'an fèn di grossi: sa sà mai da podé imprendi abè men a mandà giou chésta cha la ma veui propi passà non! Almènco cha podessi davala a vu an lé, cha gh'i oul canauzzo inscì largou cha gha passan tucci!" Sa vouissi mo' di? chel lunganeghen da chel Re l'a fèi tèn mé darsedassi: l'a comenzá d'inloua a voué fa giustizia da chella scioua là e; sa ti vedi; ma l'a sau fà! e peu; porco! sa ghan féan veuna a lu! chèll al stea má da cà!...